# David Foster
David Walter Foster (* 1. listopad 1949, Victoria) je kanadský hudební producent, skladatel a textař. Byl producentem mnoha slavných muzikantů (Alice Cooper, Christina Aguilera, Andrea Bocelli, Toni Braxton, Michael Bublé, Chicago, Natalie Cole, The Corrs, Céline Dion, Kenny G, Josh Groban, Whitney Houston, Jennifer Lopez, Kenny Rogers, Seal, Rod Stewart, Donna Summer, Olivia Newton-Johnová, Madonna, Barbra Streisand, Westlife). Získal 16 cen Grammy a 47 nominací na ně. Je prezidentem nahrávací společnosti Verve Records. Jeho manželkou byla Yolanda Hadidová, Holanďanka známá z americké reality show The Real Housewives of Beverly Hills, avšak roku 2015 se rozvedli.